# Ковельская железная дорога
Ковельская железная дорога (укр. Ковельська залізниця) — одна из железных дорог, существовавших в СССР с 1939 до 1953 года.
Строительство дороги было начато в 1870-е годы. В 1873 году была построена линия Здолбунов — Ровно — Ковель, 1874 году Здолбунов — Радивилов — Красное (Львовская область). В 1877 году была закончена постройка линии Варшава — Люблин — Ковель. В 1885 году построена линия Лунинец — Сарны — Ровно. В 1902 году построена линия Остки — Сарны — Ковель, эта линия пересекла по станции Сарны линию Ровно — Лунинец.
В 1926—1928 гг линия Киверцы — Луцк была продлена до Стоянова.
Ковельская железная дорога образована в 1939 году. В 1953 году Министерство путей сообщения провело укрупнение железных дорог: Ковельская железная дорога, состоящая из Ковельского, Сарненского и Здолбуновского отделений, вошла в состав Львовской железной дороги.